# Yusup Abdusalomov
Yusup Abdusalomov (né le 8 novembre 1977 à Makhatchkala en Union soviétique) est un lutteur libre tadjik. Il a remporté une médaille d'argent aux Jeux olympiques d'été de 2008.

## Biographie
Abdusalomov est un Avar né en Union soviétique. Après avoir remporté le titre dans sa catégorie de poids aux championnats d'Asie de lutte de 2003, Yusup fit ses débuts aux Jeux olympiques en 2004 lors des Jeux de 2004 dans la catégorie des 74 kg et finit neuvième au total. L'année suivante, il prit une treizième place relativement mauvaise lors du Championnat du monde de lutte de 2005 à Budapest. En 2007, Yusup finit deuxième aux championnats du monde à Bakou dans la catégorie des 84 kg. Lors des Jeux olympiques suivant à Pékin, il répéta ses performances et finit deuxième et prit une médaille d'argent dans la catégorie des 84 kg.

## Palmarès

### Jeux olympiques
- Médaille d'argent en catégorie des moins de 84 kg aux Jeux olympiques de 2008 à Pékin

### Championnats du monde
- Médaille d'argent en catégorie des moins de 84 kg aux Championnats du monde de lutte de 2007 à Bakou

### Championnats d'Asie
- Médaille d'or en catégorie des moins de 74 kg aux Championnats d'Asie de lutte 2003
- Médaille de bronze en catégorie des moins de 84 kg aux Championnats d'Asie de lutte 2008
- Médaille de bronze en catégorie des moins de 84 kg aux Championnats d'Asie de lutte 2012